# Myskmöss
Myskmöss (Desmanini) är en tribus (släktgrupp) i familjen mullvadsdjur med två arter som är bra anpassade till livet i vatten.
- Desmanråttan (Desmana moschata) förekommer i sydvästra Ryssland och angränsande regioner.
- Bisamnäbbmusen (Galemys pyrenaicus) lever i norra delen av Iberiska halvön, främst i Pyrenéerna.

## Kännetecken

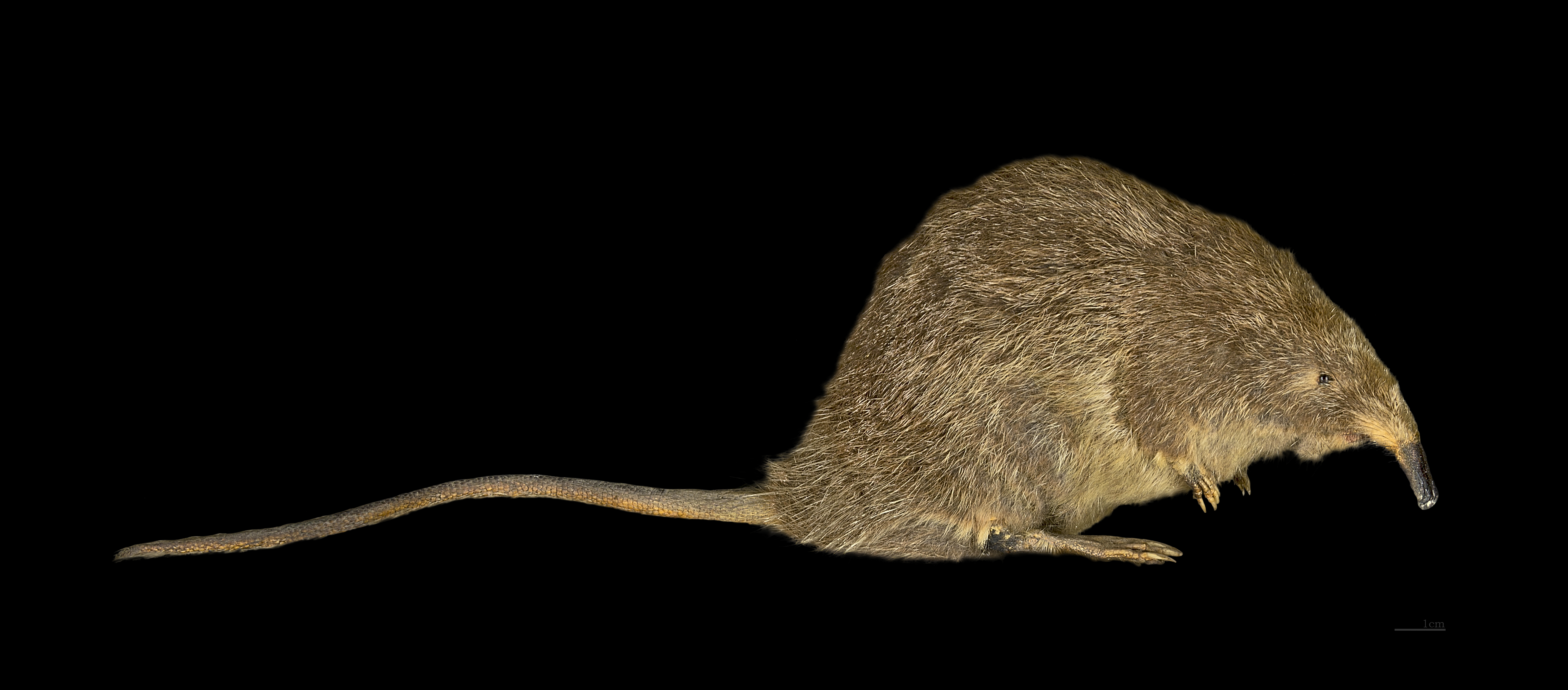
Galemys pyrenaicus
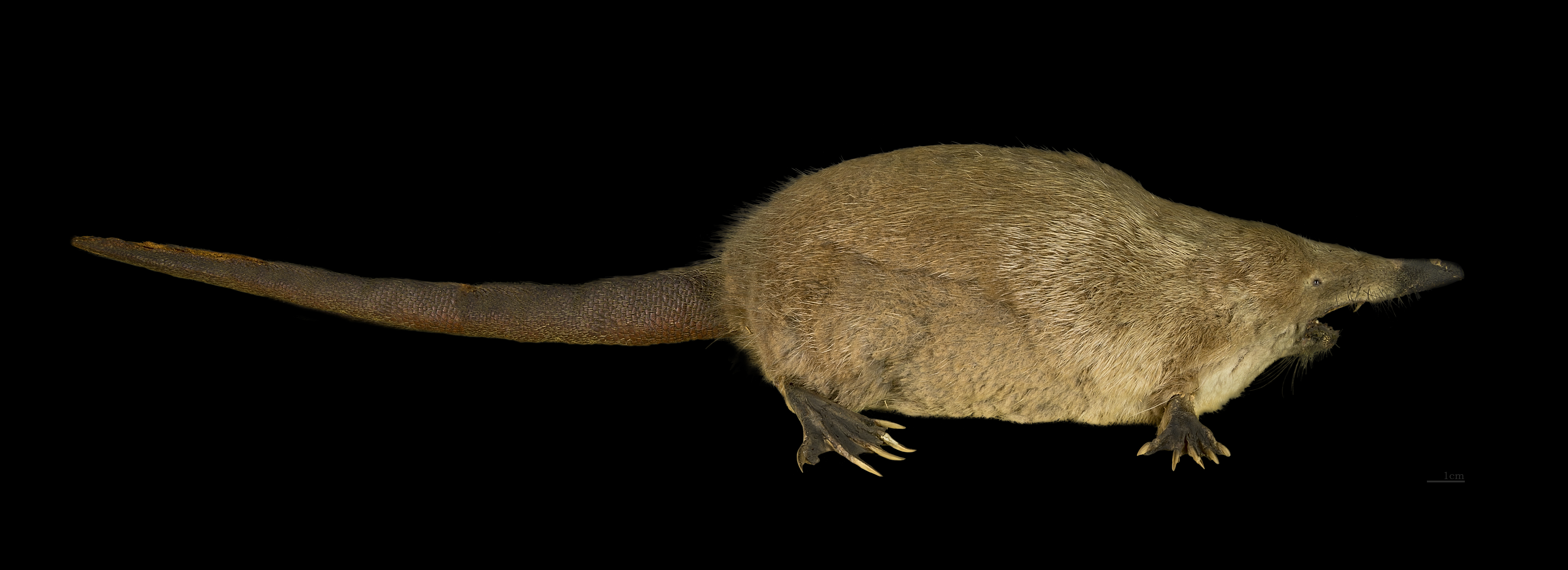
Desmana moschata

Myskmöss når en kroppslängd på mellan 11 och 21 centimeter och därtill kommer en lika lång svans. Med en vikt på upp till 220 gram är de tyngst i familjen mullvadsdjur. Den långa rörliga nosen påminner om en snabel. Ögonen är små och öronen är gömda i pälsen. Med sin långa avplattade svans och simhud mellan tårna är de anpassade till livet i vatten. Pälsens färg är på ovansidan rödbrun och på undersidan gråaktig. Vid svansens undersida finns en körtel som avsöndrar en vätska med myskliknande doft.
Skillnaden mellan de bägge arterna är att bisamnäbbmusen är mindre och att dess svans bara är avplattad vid spetsen.

## Utbredning och habitat
Arterna har olika utbredningsområden. Bisamnäbbmusen lever på Iberiska halvön och desmanråttan förekommer i sydvästra Ryssland samt angränsande regioner. Fossil hittades även i Storbritannien och Centraleuropa.
Myskmöss lever nära vattenansamlingar. Medan bisamnäbbmusen föredrar snabb flytande vattendrag förekommer desmanråttan även vid insjöar och dammar.

## Levnadssätt
Dessa djur lever nära strandlinjen i bon som de antingen gräver själva eller som de övertar efter andra djur. I motsats till flera andra äkta insektsätare lever de mera socialt. De vilar på dagen i bon och letar under natten efter föda.
Födan utgörs av insekter och deras larver kräftdjur samt maskar och mindre ryggradsdjur som groddjur, fiskar och gnagare.
Honan kan para sig en till två gånger per år och efter 30 till 50 dagars dräktighet föds ett till fem ungdjur. Ungarna dias cirka en månad.

## Hot
Myskmöss hotas genom vattnets föroreningar samt av införda konkurrenter som mink, sumpbäver eller bisam. Tidigare jagades desmanråttan för pälsens skull men idag är jakten förbjuden. Bägge arter listas av IUCN som sårbar (vulnerable).

## Systematik
Enligt nyare undersökningar är arterna av tribus Talpini som lever i Eurasien och som bygger tunnelsystem närmare släkt med myskmöss än med arterna i underfamiljen Scalopinae som huvudsakligen förekommer i Nordamerika och som likaså skapar gångsystem. Därför listas myskmöss idag till underfamiljen Talpinae och inte som självständig underfamilj.